# Markrabství Saluzzo
Markrabství Saluzzo neboli Saluzzské markrabství, respektive markýzát (italsky Marchesato di Saluzzo, francouzsky Saluces, latinsky Salucia, Salutiae), byl státní útvar ležící v Piemontu v severozápadní Itálii nazvaný podle města Saluzzo, poblíž něho leží i hrad Castello della Manta, které bylo sídlem markýzů ze Saluzza.

## Dějiny

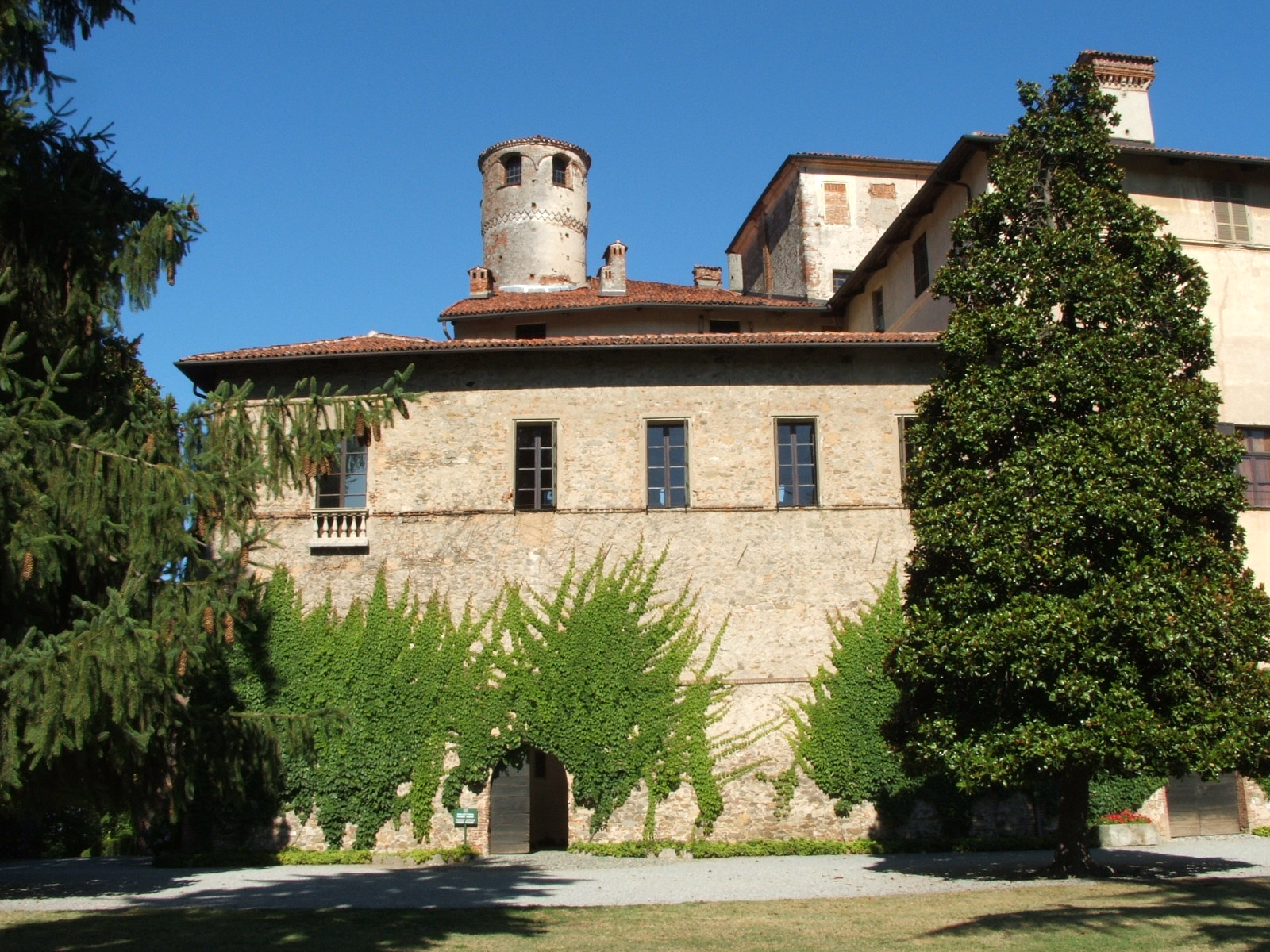
Castello della Manta, sídlo markýzů ze Saluzza

Město se stalo okolo poloviny 11. století centrem markrabství (později markýzátu) Saluzzo. Po vymření domácí dynastie v polovině 16. století bylo Saluzzo předmětem sporů mezi Francií a Savojskem. Teprve roku 1548 bylo Saluzzo anektováno Francouzi.
Později v roce 1601 bylo území definitivně připojeno k Savojsku, resp. k Piemontu, v jehož rámci sdílelo osudy v Sardinském a od roku 1861 v Italském království, a to i poté, kdy bylo Savojsko postoupeno Francii Napoleona III. Dnes je území Markrabství Saluzza zčásti součástí kraje Piemonte, zčásti ve Francii.

## Markrabata
- † 1084 Otto
- 1084 – 1130 Bonifacius
- 1130 – 1175 Manfred I.
- 1175 – 1215 Manfred II.
- † 1212 Bonifacius
- 1215 – 1244 Manfred III.
- 1244 – 1296 Tomaso I.
- 1296 – 1340 Manfred IV.
- † 1336 Frederico I.
- 1340 – 1357 Tomaso II.
- 1357 – 1391 Frederico II.
- 1391 – 1416 Tomaso III.
- 1416 – 1475 Ludovico I.

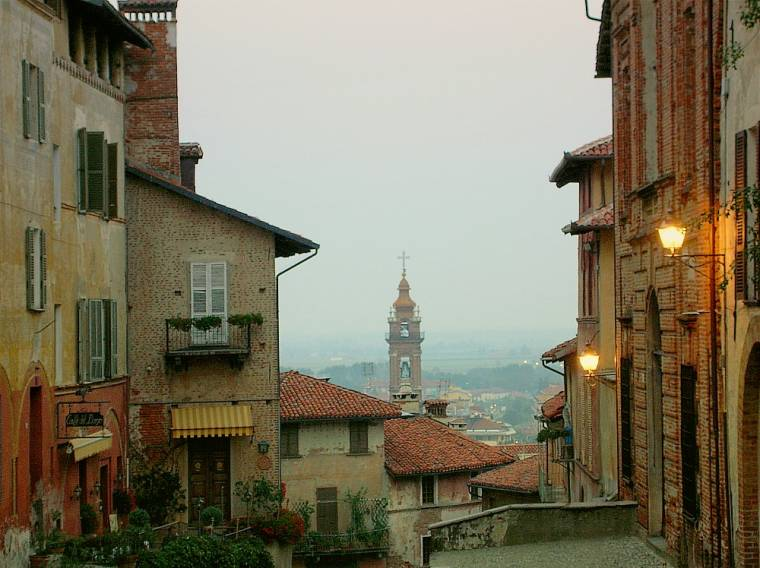
Pohled na centrum Saluzza

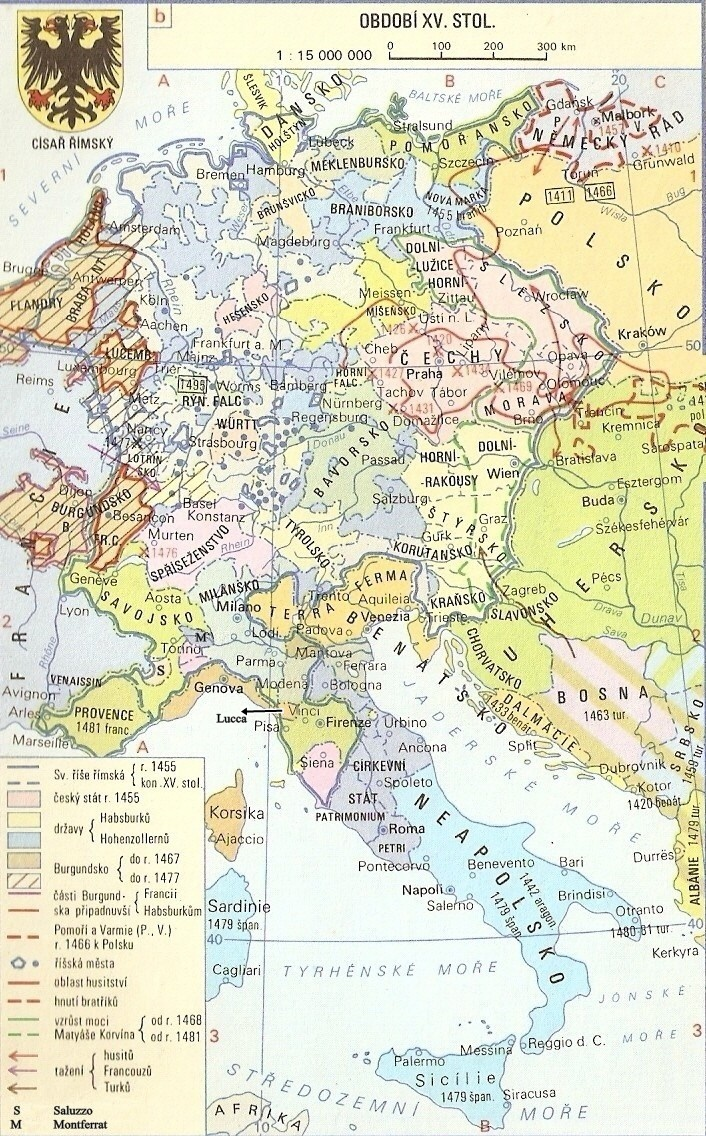
Poloha markrabství (písmeno S)

- 1475 – 1504 Ludovico II. (manželka Marguerite z Foix)
- 1504 – 1513 poručnická vláda
- 1504 – 1528 Antonio Michaelo
- 1528 – 1529 Giovanni Ludovico († 1563)
- 1529 – 1537 Francesco
- 1537 – 1543 Gabrielo († 1548)